# Imagina di Loon
Imagina di Loon (Rieneck, 1133 – Lovanio, 5 giugno 1214) è stata una nobile tedesca, nata principessa di Loon e Duchessa di Brabante per matrimonio.

## Matrimonio ed eredi
Imagina sposò nel 1152 Goffredo III di Lovanio, dalla quale ebbe un solo figlio:
- Guglielmo (1180-1224);
- Goffredo ( † 1226 circa).

Dopo la morte del marito, nel 1190, si fece suora presso l'abbazia a Lovanio, dove divenne badessa nel 1203.